# Cheval-Blanc
Cheval-Blanc település Franciaországban, Vaucluse megyében. Lakosainak száma 4340 fő (2022. január 1.). Cheval-Blanc Mallemort, Orgon, Sénas, Cavaillon, Maubec, Ménerbes, Mérindol, Oppède, Robion és Taillades községekkel határos.

## Népesség
A település népességének változása:
| Lakosok száma | 4113 | 4154 | 4296 | 4276 | 4295 | 4290 | 4300 | 4317 | 4340 |
|               | 2013 | 2015 | 2016 | 2017 | 2018 | 2019 | 2020 | 2021 | 2022 |